# Johan David Zander (tonsättare)
Johan David Zander, född 15 oktober 1752 Maria Magdalena församling, Stockholm, död 21 februari 1796 i Sankt Nikolai församling, Stockholm, var en svensk violinist och tonsättare. 
Zander föddes 15 oktober 1752 i Maria Magdalena församling, Stockholm. Han var son till hovmusikern David Gottfried Zander och Charlotta Pleif. Han blev 1773 violinist i hovkapellet i Stockholm och 1787 dess konsertmästare. Omkring 1784 efterträdde han Johann Christian Friedrich Haeffner som orkesterledare vid Stenborgs Svenska Comiska Theater i Humlegården i Stockholm. Han skapade musik till flera vådeviller, som Kopparslagaren (1781), Njugg spar och fan tar (1784), Slåtterölet eller Kronofogdarne (1787), uvertyr till Lisette, opéra comique (1788), Den tokroliga natten eller Lyckan står den djerfve bi (1791) Qvinnorna och förtroendet (1792), uvertyr till Den förförda flickan. Dessutom komponerade han stråkkvartetter, sinfonior samt en rad visor.
Zander invaldes som ledamot 102 av Kungliga Musikaliska Akademien den 22 januari 1788.
Zander avled 21 februari 1796 i Sankt Nikolai församling, Stockholm.

## Verklista

### Sångspel
- Kopparslagaren, opéra comique i en akt.[6]
- Njugg spar och fan tar, eller Åldrarnes dårskap, opéra comique i två akter.[6]
- Lisette, opéra comique i tre akter. Sammansatt av Zander 8 september 1788 i Stockholm.[6]
- Syrinx.
- Den tokroliga natten, eller Lyckan står den djerfve bi, opéra comique i 4 akter. Uppförd oktober-november 1791 (tre gånger) i Stockholm.[6]
- Skärgårdsflickan, opéra comique i en akt.[6]

#### Bearbetningar
- Sophie, eller Den dygdiga landtflickan (originalmusik av Niccolò Piccinni).

### Skådespelsmusik
- Donnerpamp, parodi på Roland med sång i en akt.[6]
- Den förförda flickan, drama med sång i tre akter. Texten är skriven av Didrik Gabriel Björn.[6]
- Herregårds högtiden, dramatiskt divertissement i en akt. Texten är skriven av Carl Envallsson.[6]
- Kronfogdarne, eller Slotterölet.
- Landstigningen.
- Qvinnorna och förtroendet, opéra comique i en akt.[6]

#### Bidrag i skådespelsmusik
- Maskeraden.[6]
- Tillfälle gör tjufven.[6]
- Tom Jones.
- Äventyraren eller Resan till månens ö.

### Orkesterverk
- Sinfonia i B-dur.
- Kronofogdarne eller Slåtterölet, vaideville i tre akter.[6]
- Oboekonsert. Uppförd oktober 1787 och 1793 i Stockholm.[6]
- Cellokonsert. Uppförd april 1793.[6]
- Cellokonsert. Uppförd september 1792 och 1793.[6]
- Violakonsert. Uppförd mars 1787, 1794 och 1801.[6]
- Violinkonsert. Uppförd april 1777.[6]
- Violinkonsert. Uppförd april 1780.[6]

### Kammarmusik
- Stråkkvartett i Ess-dur.
- Stråkkvartett i C-dur.
- Stråkkvartett i B-dur.
- Andantino i Eb-dur för violin och piano.[6]
- Rondo i C-dur för violin och basso continuo. Publicerad 1789 i Musikaliskt Tidsfördrif som nummer 6.[6]
- Sonat för viola.[6]
- violinsolo.[6]

### Pianoverk
- Contredance.
- Polonäs i C-dur. Publicerad 1790 i Musikaliskt Tidsfördrif som nummer 18-19.[6]
- Rondeau i g-moll.[6]
- Allegretto i A-dur.[6]
- Andantino.
- Marsch i c-moll.[6]
- Marsch i c-moll. Publicerad 1792 i Musikaliskt Tidsfördrif som nummer 22.[6]
- Tempo di Menuetto i d-moll.[6]

### Harpa
- Andantino i Eb-dur. Publicerad 1790 i Musikaliskt Tidsfördrif som nummer 2.[6]

### Sång och piano
- Den belönte soldaten. ”Sedan ryktet börjat tala”
- Diana. ”Så vördom tacksamhetens lag!”
- Mins hur jag älskat dig
- Petronella. ”Så hastar tidens ström” Eventuellt med titel På födelsedagen.
- Såramålet. ”Kärlek, af sin seger drucken”
- Visa. ”Jag är lycklig, mina bröder”

### Sång och orkester
- Aria ”Då Gustaf frälste Svea”
- Aria ”Hvad en dödlig plär förnöja”
- Aria ”Hvad glädje! Jag min Sophia”
- Aria ”Sälla folk i Bores Land